# مجيد لولو البغدادي
وهو المصارع والبطل الرياضي أبو خليل المعروف ب (مجيد لولو) بن خليل البغدادي البدري، ولد في بغداد في محلة باب الشيخ عام 1327هـ/1909م، وبها نشأ وتعلم القرآن، وأصله من سامراء، وكان في صباه يتردد إلى مركز تدريب المصارعة الشعبية والتي تدعى (الزورخانة) ومعناها باللغة الفارسية (بيت القوة)، ولقد تدرب على يد المصارع الكردي الكبير محمد بن بريسم (المولود في محلة الفضل 1854-1948م)، ثم تدرب على المصارع الشهير أوسطة غني القره غولي (1890ـ1950)، ثم على يد خماس السبع.
وكان في شبابه قوياً وينازل أقرانهِ ويصرعهم، وقد ذاع صيتهُ ونجمهُ في منازلة المصارعين الهنود في الجيش البريطاني، وقد أطلق عليهِ المصارعون الهنود لقب (لولو) بتفخيم اللام وهي كلمة تعني الجميل، وكان شديد البياض وعندما يصارع يلمع جلده من العرق ف يصبح كمثل حبات اللؤلؤ ولهذا أطلق عليه «ليلو» وكان المصارع مجيد جميل الجسم والأخلاق، ومارس رياضة رفع الأثقال أيضاً.
وقد برز وأشتهر عندما تعادل بالمصارعة مع البطل الدولي (الهركريمر) الألماني عام 1935م، ونشرت عنهُ الصحف مقالات وصوراً تشيد ببطولتهِ وقوتهِ وفنهِ.
ولقد أشاد ببطولتهِ الشاعر الشعبي المعروف ملا (عبود الكرخي)، بقصيدة شعبية رائعة عند نزالهِ مع (الهركريمر)، ولقد كان الخطاط المصارع صبري الهلالي والمصارع عباس الديك، والرياضي الإعلامي عوسي الأعظمي من أعز أصدقائهِ.
ولقد ذكرهُ جميل الطائي مؤلف كتاب (الزورخانة البغدادية)، في الصفحة (20، 21)، ولكن قال عنهُ بأنهُ عراقي المولد وإيراني الجنسية، وهذا خطأ بين حيث أنهُ عراقي من أصل بدري من مدينة سامراء.

## من أنجازاته
- شارك في كثير من الحفلات الرياضية العراقية التي تقام لمنفعة الجمعيات الخيرية في بغداد.
- لهُ دور كبير في نشر الوعي الرياضي في العراق. حيث درب طلاب المدارس وكذلك طلاب الإعدادية المركزية على لعبة المصارعة.
- ساهم في تدريب الشباب في مركز الأعظمية الرياضي والمعروف باسم (النادي الأولمبي) في الأعظمية، وتدرب عليهِ نخبة من أبطال المصارعة المشهورين في العراق ومنهم الذين نالوا الأوسمة والميداليات الذهبية في الوطن العربي في بطولة البلاد العربية، وهم البطل الدولي رحومي جاسم، والبطل الدولي عبد الرزاق محمد صالح، والبطل قاسم السيد أحمد.[1][2]

## المباريات
- تصارع مع المصارع الدولي الهركريمر وتعادل معه.
- تصارع مع المصارع محمد العلي الحمادي وغلبه.
- تصارع ضد المصارع الكبير عبد الرزاق محمد صالح واستطاع الفوز بتنفيذ حركته القاضية.

## وفاته
توفي في بغداد يوم 30 محرم 1393هـ/4 مارس 1973م، ودفن في مقبرة الخيزران، قرب مرقد الشيخ أبي بكر الشبلي.